# Yenidoğan, Rize
Yenidoğan là một xã thuộc thành phố Rize, tỉnh Rize, Thổ Nhĩ Kỳ. Dân số thời điểm năm 2010 là 110 người.